# Bimah

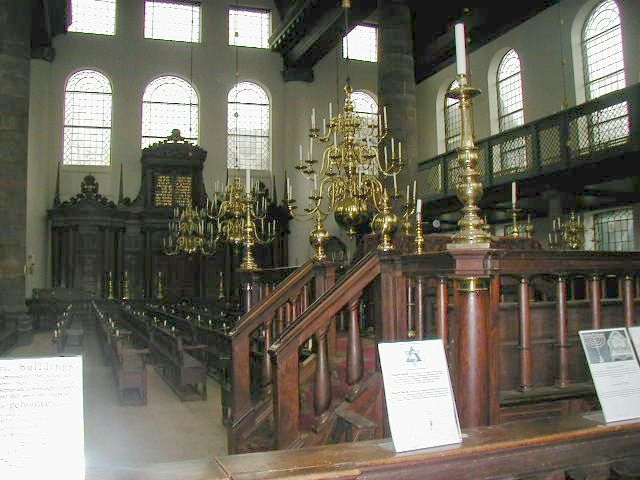
Interno della Sinagoga portoghese di Amsterdam: la bimah (o tebáh) è in primo piano e l‘Hekhál (Arca) nello sfondo

Il bimah (ebraico plur. bimot) delle sinagoghe è una piattaforma elevata, nota anche come almemar o almemor tra alcune comunità aschenazite (dall'arabo, al-minbar, che significa "piattaforma/podio".).
L'ebraico postbiblico bima (בּימה‎), "piattaforma" o "pulpito", deriva o dall'ebraico biblico bama (בּמה‎), "luogo elevato", o altrimenti dal greco antico col vocabolo usato per "piattaforma elevata", bema (greco: βῆμα); tuttavia il greco antico potrebbe esser derivato da radice semitica attraverso il fenicio).
Tra i sefarditi il bimah è noto come tevah (letteralmente "scatola, cassa" in ebraico) o migdal-etz ("torre di legno").
Il bimah è tipicamente elevato di due o tre gradini, così come era il bimah del Tempio. Alla celebrazione della festa di Shavuot, quando le sinagoghe vengono decorate con fiori, molte hanno archi speciali che si collocano al di sopra del bimah e l'adornano con composizioni floreali. La rilevanza del bimah è quella di dimostrare che il lettore è la persona più importante in quel momento preciso e rendere inoltre più facile il sentire la lettura della Torah. Un bimah soprelevato in genere possiede una ringhiera. Questo era un obbligo religioso per la sicurezza di bimah alti più di 10 palmi, o tra gli 83 ed i 127 cm. Un bimah più basso (anche di un solo gradino) in genere ha una ringhiera come misura pratica per evitare che qualcuno inavvertitamente inciampi e caschi.
Il bimah è diventato una struttura fissa nelle sinagoghe, dal quale vengono lette le porzioni bibliche settimanali (parashoth) e l'haftarah. Nell'ebraismo ortodosso il bimah è posto al centro della sinagoga, separato dall'Arca. In altre correnti dell'ebraismo, il bimah e l'Arca sono uniti.

## Antica Grecia

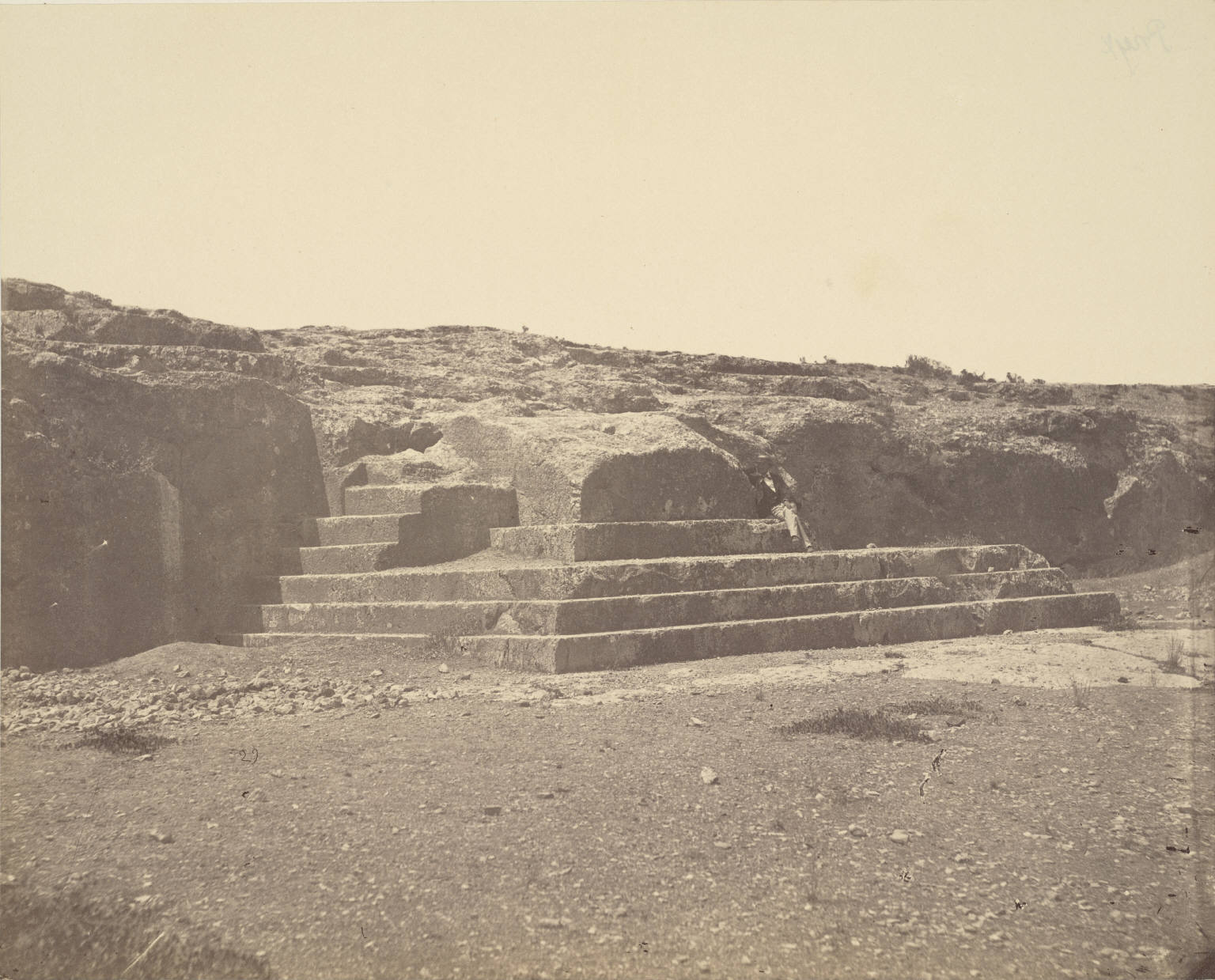
Il bema, o piattaforma dell'oratore, sulla Pnice di Atene

Nella Grecia antica il bema (greco: βῆμα) indica sia una "piattaforma/podio" che un "gradino", derivando da bainein (greco: βαίνειν, "andare"). L'uso originale del bema ad Atene era quello di tribunale da cui gli oratori si rivolgevano ai cittadini e anche all'assemblea dei giudici, per esempio sulla Pnice. Nei tribunali greci le due parti di una controversia presentavano i loro argomenti ciascuno da bema separati.
Per metonimia, il bema rappresentava anche il luogo del giudizio, quale estensione del significato relativo al seggio rialzato del giudice, come viene descritto nel Nuovo Testamento, in Matteo 27:19 e Giovanni 19:13, e inoltre come soglio dell'imperatore romano, in Atti 25:10, e di Dio in Romani 14:10, quando siede in giudizio.

## Cristianesimo

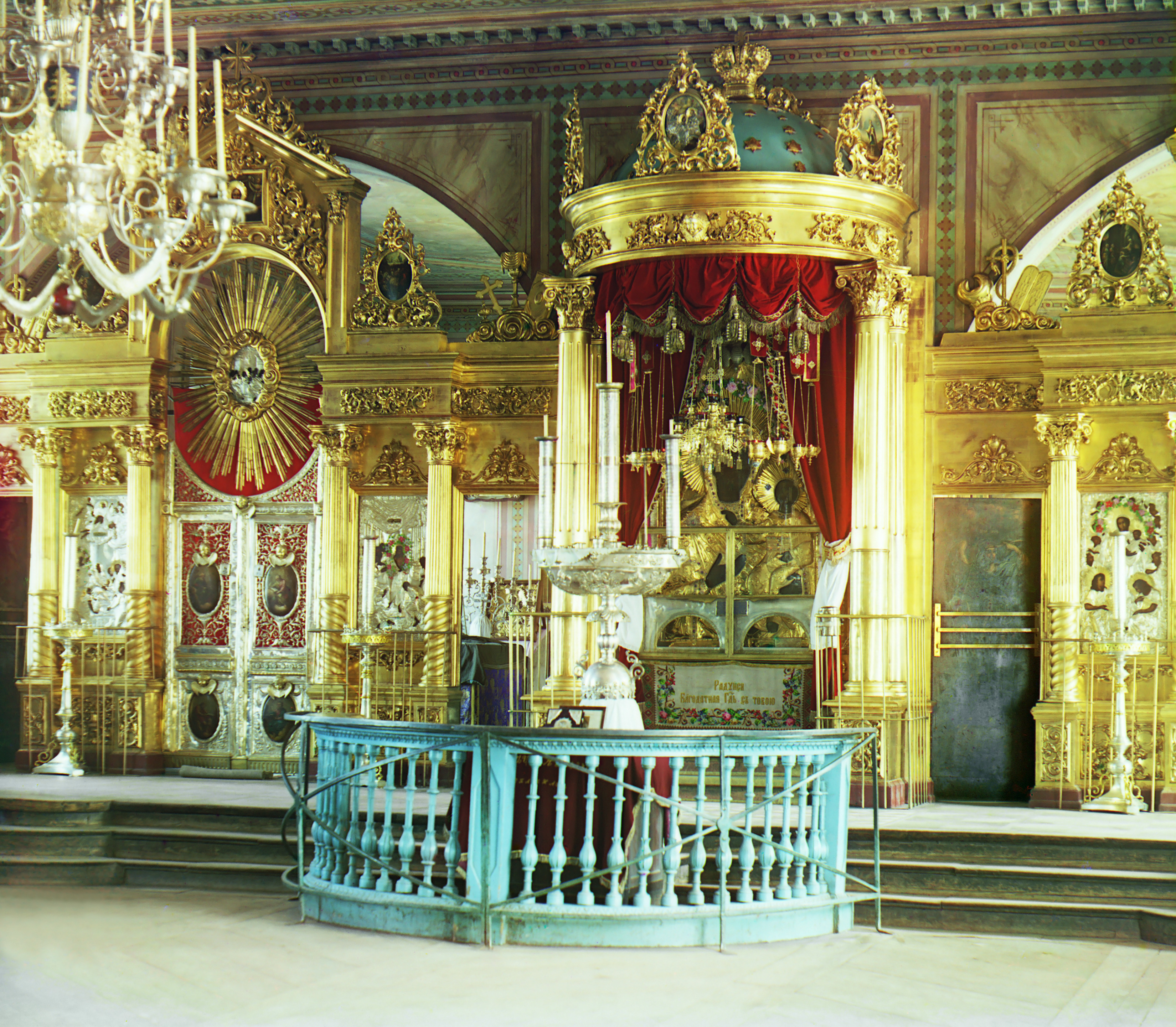
Bema in una chiesa ortodossa, con tre gradini
(Smolensk, Russia occidentale)

L'uso cerimoniale del bema si trasferì dall'ebraismo all'architettura delle chiese paleocristiane. In origine era una piattaforma rialzata con un leggio e sedili per il clero, da cui letture della Bibbia venivano declamate, come anche il sermone. Nel cristianesimo occidentale il bema si è sviluppato nel tempo come coro (o presbiterio) e pulpito.
Nel cristianesimo orientale bema rimane come nome della piattaforma che compone il santuario; essa consiste sia della zona dietro l'iconostasi sia del podio di fronte ad essa da cui il diacono conduce le ektenia (litanie), con l'ambone da cui il sacerdote offre l'omelia e distribuisce l'eucaristia. Si può salire il bema da uno o più gradini ed è composto dall'altare (l'area dietro l'iconostasi), la solea (una passerella di fronte all'iconostasi), e l'ambone (l'area di fronte alle "porte sante", che si proietta verso ovest nella navata centrale). I laici ortodossi normalmente non salgono sul bema tranne che per ricevere l'eucaristia.